# Daniel Solander
Daniel Carlsson Solander (Piteå, província de Norrbotten, 19 de fevereiro de 1733 – Londres, 16 de maio de 1782)  foi um botânico sueco.